# Бокій Гаврило Васильович
Гаврило Васильович Бокій герба власного (пол. Gabriel Bokiej; невідомо — 1578) — волинський громадсько-політичний діяч, луцький земський суддя.

## Біографія
Походив з брянського боярського роду Бокіїв гербу власного. Його батько Василь Іванович Бокій був господарським дворянином, який в 1507 р. отримав від короля Сигізмунда І Старого підтвердження на маєток Печихвости на Волині до очищення його вотчини від великого князя московського. Мав брата Федора.
В 1569 р. під час Люблінського сейму був одним з її головних прибічників унії та одним з її підписантів. Відомий своєю історичною обізнаністю та красномовством, був знаний серед поляків як хронік (пол. kronik) «за велике знання справи». Виступав за приєднання до коронної Волині її історичних міст — Берестя, Пінська та Кобриня, аби кородон коронної Русі проходив по річкам Нарві та Ясельді. Також апелював що Київ належить до Волині, а не до Русі; через що також мав бути відійти до корони.
В 1570 р. був обраний послом на сейм, а в 1574 р. послом на коронаційний сейм
На з’їзді шляхти Волинського воєводства в липні 1574 р. був обраний у склад каптурового суду.
В 1577 р. разом з сином і багатьма іншими шляхтичами потрапив в татарський полон. А в 1578 р. загинув під час битви з ними.

## Маєтності
25 серпня 1537 р. разом з братом отримав привілей на право «осадити» містечко при «замочку» в їхньому маєтку в Милятині. Привілеєм було дозволено проводити щотижневий торг та тримати корчми. В 1566 р. Гаврило отримав підтвердження на осаджене містечко та право проводити щорічно два ярмарки. Крім того йому належали прилеглі села.

## Тестамент
В своєму заповіті від 26 липня 1573 р. він відписав ченцям «келишок, миску, ложку и Євангелиє, атласом синим крытоє, медю оправленоє, позлотистоє». Своїм духівником він назвав корецького архімандрита Тимофія, якому він відписав дві копи литовських грошів і просив повернути Олександру Лагодовському «книгу Кирила Єрусалимского», яку він узяв на певний час, а потім позичив архімандриту.
З заповіту відомо що Гаврило мав конфлікт з сином Федором через те що той потрапив під вплив протестантів, і витратив гроші батька в той час як той не міг не знайти кошти для добудови церкви в своїй маєтності в Милятині. Через що доручив закінчити добудову своєму братаничу Яну, або всі накопичені кошти разом з церковним начинням віддати Унівському монастирю.

## Родина
Від першого шлюбу з Настасією Тишкевич мав синів Федора, Андріана та Филипа. В другому шлюбі був одружений на Марії Федоровні Вагановській.